# Kawasaki-szindróma

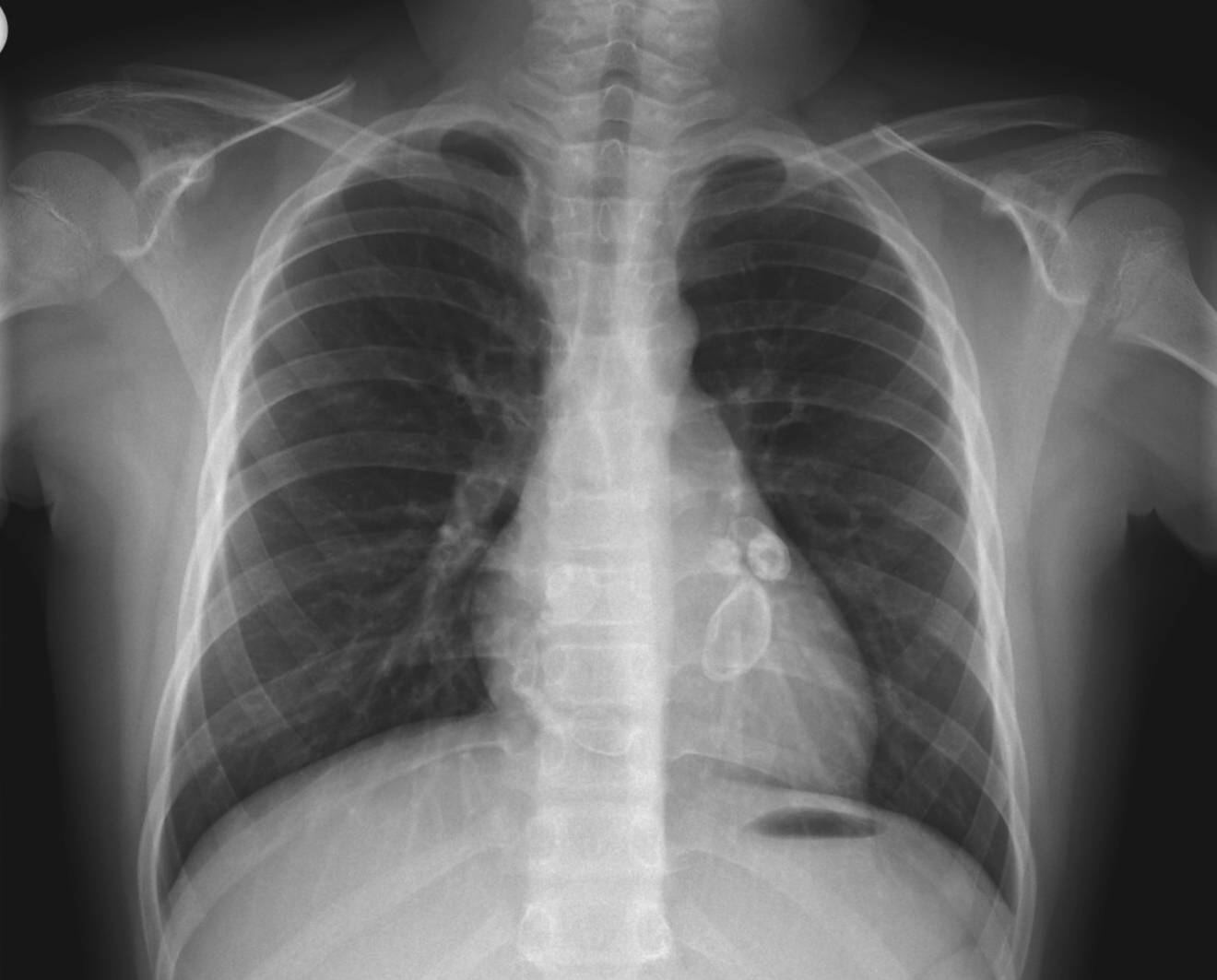
A szívkoszorúerek aneurizmái röntgenfelvételen

A Kawasaki-szindróma (mukokután nyirokcsomó szindróma) a kis és közepes méretű artériák gyulladásával (vasculitis) járó, ismeretlen eredetű megbetegedés, mely leginkább 5 éven aluli gyermekeknél fordul elő.
Fő tünetei: láz, kétoldali kötőhártya-gyulladás, ajak- és szájnyálkahártya-gyulladás, tenyéri és talpi bőrpír majd hámlás, kanyarószerű bőrkiütések és a nyaki nyirokcsomók megnagyobbodása.
A Kawasaki-szindróma veszélyét a szívet érintő súlyos szövődmények jelentik. Egyrészt a szív minden rétegét érintő gyulladás alakulhat ki, másrészt pedig kóros tágulat (aneurizma) képződhet a szívkoszorúerek kezdeti (proximális) szakaszán, amelyben vérrög (thrombus) keletkezhet. A koszorúér-károsodás súlyos esetben halálos szívinfarktust okozhat.
A Kawasaki-szindróma szalicilát gyulladásgátlókkal (pl. aszpirin) és gamma-globulinnal kezelhető. A szívkoszorúér-gyulladás általában egy éven belül elmúlik.

## Története
A betegséget először 1961 januárjában Tomisaku Kawasaki jelentette egy négyéves gyermeknél, akinél bőrkiütés és láz jelentkezett a Tokiói Vöröskereszt Kórházban, és később egy 50 hasonló esetről szóló tanulmányt is közzétett. Később Kawasaki és kollégái bebizonyították a szív érintettségét, amikor 23 esetet vizsgáltak, amelyek közül 11 (48%) esetben elektrokardiogram segítségével kimutatható eltérések voltak. 1974-ben jelent meg az első angol nyelvű leírás erről a rendellenességről. 1976-ban Melish és munkatársai 16 hawaii gyereknél írták le ugyanazt a betegséget. Melish és Kawasaki egymástól függetlenül, de azonos diagnosztikai kritériumokat fejlesztettek ki a betegséghez, amelyek a mai napig az úgynevezett klasszikus Kawasaki-szindróma diagnosztizálására szolgálnak.
Felmerült a kérdés, hogy a betegség csak az 1960-as és 1970-es évek között kezdődött-e. Egy megőrzött, 1870-ben elhunyt hétéves fiú szívét vizsgálva három aneurizmát találtak a koszorúerekben vérrögökkel, valamint olyan kóros elváltozásokat, amelyek megfeleltek a Kawasaki-szindróma tüneteinek. A Kawasaki-szindrómát ma már világszerte felismerik. Az azonban nem világos, hogy miért kezdtek megjelenni az esetek az 1960-as és 1970-es években szerte a világon. Lehetséges magyarázatként felmerült más betegségekkel, például skarláttal való összetévesztés, valamint az, hogy a modern egészségügyi tényezők, mint például az antibiotikumok elterjedt használata, megkönnyítették a felismerést. Különösen a nyugati országok régi patológiai leírásai a csecsemőkori polyarteritis nodosa eseteiről összhangban vannak a Kawasaki-szindróma halálos eseteivel.
Az Egyesült Államokban és más fejlett országokban a Kawasaki-szindróma látszólag átvette az akut reumás láz helyét, mint a leggyakoribb szerzett szívbetegség gyerekek körében.

## Külső hivatkozások
- Képek a Kawasaki-szindróma tüneteiről